# Bâgé-Dommartin
Bâgé-Dommartin is een gemeente in het Franse departement Ain (regio Auvergne-Rhône-Alpes). De plaats maakt deel uit van het arrondissement Bourg-en-Bresse. Bâgé-Dommartin is op 1 januari 2018 ontstaan door de fusie van de gemeenten Bâgé-la-Ville en Dommartin. 

## Geografie
De oppervlakte van Bâgé-Dommartin bedroeg op 1 januari 2022 56,87 vierkante kilometer; de bevolkingsdichtheid was toen 71,3 inwoners per km².
De onderstaande kaart toont de ligging van Bâgé-Dommartin met de belangrijkste infrastructuur en aangrenzende gemeenten.

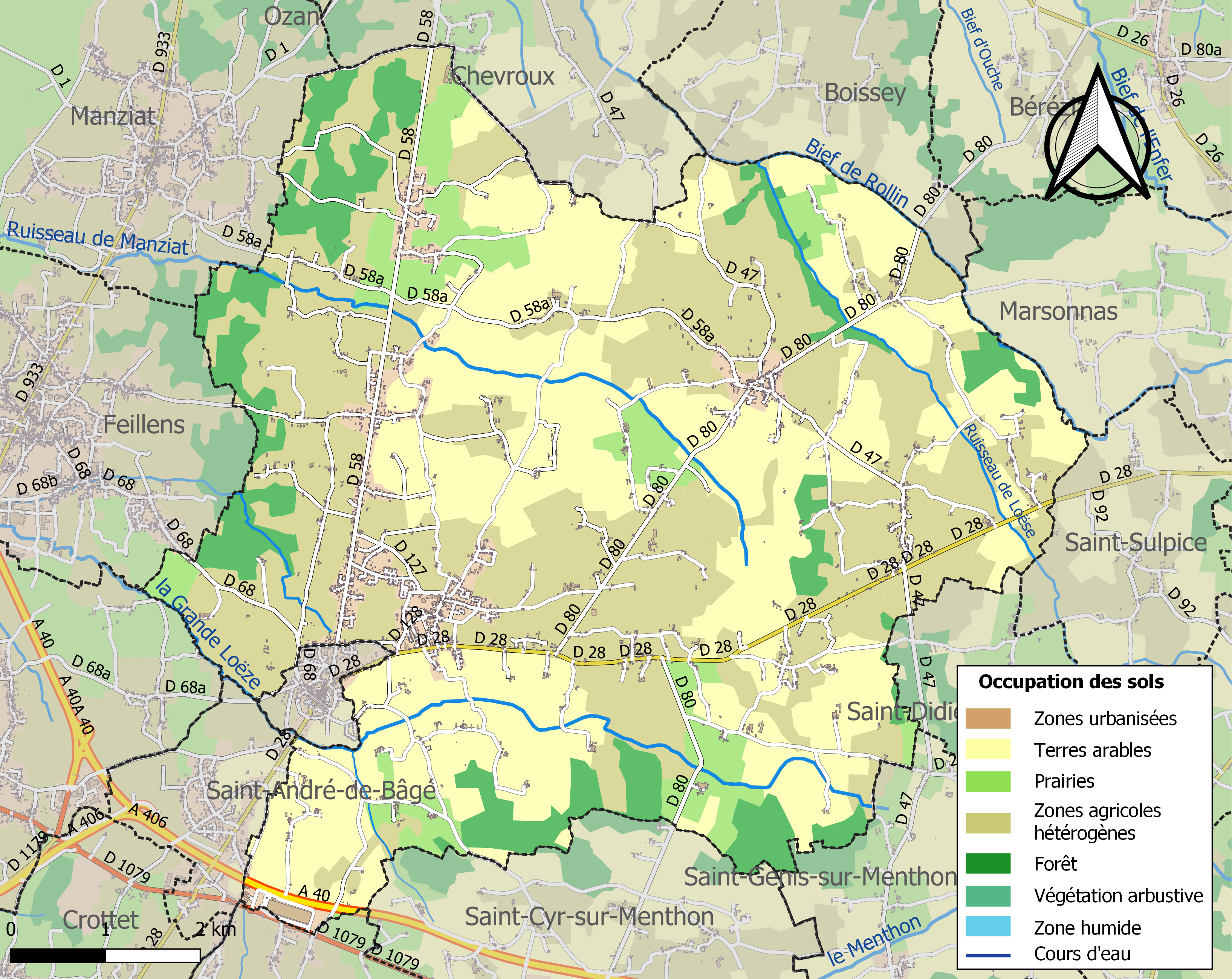